# Виноградов, Владислав Петрович
Владислав Петрович Виноградов (29 августа 1899 — 13 апреля 1962, по другим данным — 11 сентября 1899, 23 августа 1899 — 14 апреля 1962) — советский военачальник, общественный деятель, участник Первой мировой, Гражданской и Великой Отечественной войн, генерал-лейтенант интендантской службы.

## Биография
Родился 29 августа 1899 года в селе Кузнецово Царевококшайского уезда Казанской губернии (ныне Медведевский район Республики Марий Эл). Отец В. П. Виноградова, Петр Ильич Виноградов, по национальности мариец, после окончания Казанской духовной семинарии в 1897 г. женился на Вере Григорьевне Гальбанской и принял священный сан.
Род Гальбанских — старинный священнический род. Основатель рода — сын священника Алексий Иванов с 1802 по 1842 г. служил настоятелем Казанской церкви г. Цивильска. Один из сыновей священника — Евстафий Гальбанский — после учёбы в Чебоксарском духовном училище решил оставить духовное звание и перешел на гражданскую службу в Цивильский уездный суд. Григорий Евстафьевич Гальбанский также служил в чине губернского секретаря в Спасском уезде Казанской губернии. В 1881 г. у него родилась дочь Вера — мать будущего военачальника. Рано оставшись без родителей, Вера Григорьевна Гальбанская воспитывалась в семье своей тетки, Александры Евстафьевны Астраханцевой, бывшей замужем за сыном чебоксарского городского головы Д. А. Астраханцевым.
В 1907 г., после смерти мужа, Вера Григорьевна вместе с сыновьями переехала в Чебоксары, где у неё оставалось много родственников. Как сын священника Владислав Петрович поступил в Чебоксарское духовное училище, однако в 1916 г. в связи с Первой мировой войной был вынужден прервать обучение и поступить на краткосрочные курсы Казанского военного училища, после окончания которого назначен младшим офицером 94-го пехотного запасного полка, находившегося в Казани; в июне 1917 года был направлен в 163-й полк Юго-Западного фронта. Демобилизовавшись после Великой Октябрьской социалистической революции, Владислав Петрович в 1917 г. вернулся в Чебоксары. В начале 1918 г. умирает его мать. В феврале того же года В. П. Виноградов поступает на работу в военный отдел уездного совета в качестве делопроизводителя, а затем инструктора военного дела. С 1920 г. Виноградов командовал чебоксарским батальоном, а затем полковым округом. В то же время он работал помощником Чувашского областного военного комиссара. В период голода в Чувашии в 1921 — 22 гг. В. П. Виноградов принимал участие в эвакуации голодающих в Туркестан. Был капитаном чебоксарской футбольной команды.

Могила Виноградова на Новодевичьем кладбище Москвы.

В 1927—1930-х годах Виноградов был слушателем факультета тыла и снабжения Военной академии имени М. В. Фрунзе, после окончания которой служил на руководящих должностях в штабе Московского военного округа, в Генеральном штабе Красной армии, был начальником кафедры снабжения в Военно-хозяйственной академии РККА.
В августе 1940 г. Виноградов был назначен заместителем начальника штаба по тылу Западного особого военного округа. В декабре 1941 года полковник Владислав Петрович Виноградов был назначен заместителем командующего войсками Западного, а с 1944 года — 3-го Белорусского фронта по тылу. В конце 1941 г. ему было присвоено звание генерал-майора, а в марте 1943 г. генерал-лейтенанта. С сентября 1944 года по март 1945 года был заместителем председателя Союзной контрольной комиссии в Румынии. 10 — 12 сентября 1944 г. В. П. Виноградов принимал участие в переговорах по вопросу заключения перемирия с Румынией.
В период службы в рядах Советской Армии был награждён орденом Ленина, четырьмя орденами Красного Знамени, орденом Суворова II степени, орденом Кутузова II степени, орденом Богдана Хмельницкого 1-й степени, орденом отечественной войны 1-й степени, орденом «Корона Румынии», многими медалями СССР.
В послевоенные годы, с 31 мая 1946 г. по 3 июля 1948 г. работал заместителем министра путей сообщения СССР, затем начальником штаба тыла Вооруженных сил СССР, заместителем начальника Военной академии тыла и снабжения по научной и учебной работе.
Выйдя в отставку, продолжал активно заниматься общественной работой. Большой вклад внёс в развитие шахмат в СССР, долгое время возглавлял шахматные федерации СССР и РСФСР.
Владел английским, французским, немецким, румынским, латинским, древнегреческим языками. Автор ряда статей по вопросам военного снабжения, шахматной теории, редактором сборника по истории шахмат в СССР.
Скончался 13 апреля 1962 года. Похоронен на Новодевичьем кладбище в Москве.
В старом здании Республиканского краеведческого музея (в здании Успенской церкви) имелся специальный стенд, посвященный боевым заслугам В. П. Виноградова.